# 德國手語語系
德國手語語系是一個小型的手語語系，其中包括德國手語、波蘭手語，也可能包括以色列手語。 後者亦受到與此語系無親緣關係的奧地利手語的影響，但影響程度尚不清楚。